# فيلدان ميتكو
فيلدان ميتكو (بالألبانية: Vildan Mitku‏) مواليد 26 يناير 1983 في شقودرة، هو لاعب كرة سلة ألباني. بدأ مسيرته الاحترافية في سنة 1997. يلعب مع تايغرز توبينغن في الدوري الألماني لكرة السلة.

## المسيرة الاحترافية
لعب مع نادي فلازنيا شكودر من سنة 1997 إلى 1999، ثم لعب مع نادي تيرانا لكرة السلة من سنة 1999 إلى 2002، ثم لعب مع دينامو تيرانا من سنة 2002 إلى 2005، ثم لعب مع نادي كامزا لكرة السلة في موسم 2005-06، ثم لعب مع تايغرز توبينغن في الدوري الألماني في سنة 2011.